# Осень. Дорога в деревне
«Осень. Дорога в деревне» — картина русского живописца Исаака Ильича Левитана, написанная в 1877 году. Она написана маслом на холсте, размер — 66 × 44 см. Картина является частью собрания Государственной Третьяковской галереи в Москве.

## Описание
Пасмурный день поздней осени. Сильные дожди размыли грунтовую деревенскую дорогу. Полоса дороги делит нижнюю часть картины почти точно напополам. У правого края дороги огромная лужа. Многие художники, изображая спокойную воду в своих картинах, любили использовать её отражающий эффект, как у зеркала. Здесь Левитан пользуется тем же приёмом. По обеим сторонам дороги расположены крестьянские избы.